# Callia criocerina
Callia criocerina là một loài bọ cánh cứng trong họ Cerambycidae.